# بي إن أو نيوز
بي إن أو نيوز (بالإنجليزية: BNO News)‏ وكالة أنباء دولية مقرها في تيلبورغ بهولندا، توفر خدمة الأخبار إلى الشركات، ولديها حساب شهير على تويتر كان في ديسمبر 2009 لديه 1.5 مليون متابع.
تأسست الشركة من قبل مايكل فان بوبيل في مايو 2007، وكان نشاطها ينحصر على تويتر حتى ديسمبر 2009 عندما أعلنت عن تحوّلها إلى وكالة أنباء عامة مدفوعة. أعلنت الشركة أيضًا أنها ستنهي نشاطها عبر تويتر، وستنتقل إلى إم إس إن بي سي اعتبارًا من 1 ديسمبر 2009. انطلقت خدمة الأخبار المدفوعة في أواخر يناير 2010، وأصبحت توفر تغطية الأخبار إلى العديد من العملاء مثل: إم إس إن بي سي، ودبليو. آر. بيركلي وغيرها من الشركات.
وفي 7 سبتمبر 2007، استطاعت بي إن أو نيوز الحصول على دقيقة واحدة من فيديو غير منشور لزعيم تنظيم القاعدة أسامة بن لادن، والتي باعته إلى وكالة رويترز.

## الجوائز
| العام | المنظمة           | رشح العمل     | جائزة   |
| ----- | ----------------- | ------------- | ------- |
| 2009  | جائزة شورتي تويتر | @BreakingNews | الأخبار |

## نظر أيضًا
- فيديو أسامة بن لادن 2007
- قائمة مواقع شبكات اجتماعية

## وصلات خارجية
- الموقع الرسمي
- @BreakingNewsOn: من حساب تويتر إلى وكالة أنباء عامة